# State Street
State Street is een belangrijke noord-zuidstraat in de Amerikaanse stad Chicago.
De straat begint in de wijk Near North Side, gaat vervolgens door het centrum van de stad en reikt uiteindelijk tot het uiterste zuiden van de stad bij de plaats Riverdale.
State Street is de scheiding tussen de 'East'- en de 'West'-gedeeltes van de oost-west georiënteerde straten van de stad. De kruising met Madison Street in de Loop is het startpunt van het adressysteem van de stad, omdat Madison de scheiding is tussen de 'North'- en 'South'-gedeeltes van de noord-zuidstraten.
In het centrum ligt de rode metrolijn onder State Street. Van noord naar zuid liggen achtereenvolgens de stations Chicago, Grand, Lake, Monroe, Jackson, Harrison en Roosevelt onder de straat. Verder ligt metrostation State/Lake aan de verhoogde spoorlijn The Loop boven de kruising met Lake Street, vanwaar ook een gratis overstap met het ondergrondse station Lake kan worden gemaakt.

## Bezienswaardigheden
Van noord tot zuid:
- Holy Name Cathedral
- Marina City
- Chicago Theatre
- Marshall Field and Company Building, nu Macy's-warenhuis
- Reliance Building
- Carson, Pirie, Scott and Company Building
- Harold Washington Library
- Illinois Institute of Technology
- McCormick Tribune Campus Center, bouwwerk van Rem Koolhaas
- S.R. Crown Hall, bouwwerk van Ludwig Mies van der Rohe